# Alfred Goldsborough Mayer
Alfred Goldsborough Mayer (* 16. April 1868 in Frederick (Maryland); ⚭ 1900 Harriett Hyatt; † 24. Juni 1922 auf Loggerhead Key der Dry Tortugas) war ein US-amerikanischer Naturforscher, Meereszoologe (Schwerpunkt Nesseltiere) und Entomologe. 

## Leben
Alfred Goldsborough Mayer wurde am 16. April 1868 als Sohn des Physikers Alfred Marshall Mayer und Katherine Duckett Goldsborough in Frederick (Maryland) geboren. Bevor er sich 1892 für das Zoologiestudium an der Harvard University entschied, wurde er Doktor der Ingenieurwissenschaften und begann mit der Diplomarbeit in Physik. Bald darauf schlug ihm Alexander Agassiz (1835–1910), Direktor des Museum of Comparative Zoology (MCZ) der Harvard University, vor, ihm bei einem Werk über Quallen und später als Kurator im Museum zu assistieren, und bildete ihn in dieser Richtung aus. In den Jahren 1892 bis 1900 zeichnete und beschrieb Mayer Quallen, die er um Australien, den südpazifischen Inseln, an der westatlantischen Küste und um den Dry Tortugas gesammelt hat. Von 1900 bis 1904 arbeitete er als Kurator für Naturgeschichte am Brooklyn Museum.
Im Jahre 1904 genehmigte die Carnegie Institution in Washington, D.C. Mayers Vorschlag, das Tortugas Marine Laboratory auf Loggerhead Key zu errichten. Obwohl er dort auf viele Probleme stieß, erzielte Mayor große Erfolge, gewann namhafte Biologen für wichtige Forschungsprojekte und führte viele eigene Studien durch. Er publizierte 1910 ein monumentales Werk: Medusae of the World. Zwei Jahre darauf folgte ein ebenso wichtiges Werk über Rippenquallen (Ctenophora). Dann begann Mayer mit der Erforschung der Ökologie der Korallenriffe um den Dry Tortugas und im Südpazifik und hielt seine Studien in mehreren Publikationen fest. Er war ein Pionier auf diesem Forschungsgebiet. 1916 wurde er in die National Academy of Sciences gewählt. 
Im Jahre 1918 änderte Mayer seinen Nachnamen in Mayor, weil Deutsche in diesen Jahren überhaupt nicht gern in den USA gesehen wurden. Geschwächt an Tuberkulose starb Alfred Goldsborough Mayor am 24. Juni 1922 auf Loggerhead Key und hinterließ seine Ehefrau Harriett Hyatt, die er 1900 geheiratet hatte, und vier Kinder. Daraufhin errichtete seine Frau auf Loggerhead Key eine selbst entworfene Gedenktafel.

## Werke
- On the color and color-patterns of moths and butterflies. Cambridge 1894–97.
- The development of the wing scales and their pigment in butterflies and moths. Cambridge 1896.
- Descriptions of new and little-known Medusae from the Western Atlantic. Cambridge 1900.
- Some medusae from the Tortugas, Florida. Cambridge 1900.
- The variations of a newly-arisen species of Medusa. Macmillan, New York 1901.
- Effects of natural selection and race-tendency upon the color-patterns of Lepidoptera. Macmillan, New York 1902.
- Medusae. Cambridge 1902.
- Some species of Partula from Tahiti. Cambridge 1902.
- The Atlantic palolo. Macmillan, New York 1902.
- Medusæ of the Bahamas. Eagle, New York 1904.
- Sea-shore life. New York, 1905.
- Rhythmical pulsation in Scyphomedusæ. Washington 1906.
- Medusae of the world. Washington 1910.
- Ctenophores of the Atlantic coast of North America. Washington 1912.
- Medusæ of the Philippines and of Torres straits. Washington 1915.
- A history of Tahiti. New York 1916.
- Nerve-conduction in Cassiopea xamachana. Washington 1917.
- Report upon the Scyphomedusae collected by the United States Bureau of Fisheries steamer „Albatross“ in the Philippine islands and Malay archipelago. Washington 1917.
- Ecology of the Murray Island coral reef. Washington 1918.
- Navigation. Lippincott, Philadelphia, London 1918.
- Nerve-conduction in diluted and in concentrated sea-water. Washington 1918.
- Toxic effects due to high temperature. Washington 1918.
- Hydrogen-ion concentration and electrical conductivity of the surface water of the Atlantic and Pacific. Washington 1922.
- The tracking instinct in a Tortugas ant. Washington 1922.

| Personendaten    | Personendaten                                                               |
| ---------------- | --------------------------------------------------------------------------- |
| NAME             | Goldsborough Mayer, Alfred                                                  |
| ALTERNATIVNAMEN  | Goldsborough Mayor, Alfred                                                  |
| KURZBESCHREIBUNG | US-amerikanischer Naturforscher, Meereszoologe (Nesseltiere) und Entomologe |
| GEBURTSDATUM     | 16. April 1868                                                              |
| GEBURTSORT       | Frederick, Maryland                                                         |
| STERBEDATUM      | 24. Juni 1922                                                               |
| STERBEORT        | Loggerhead Key der Dry Tortugas                                             |